# Scinax altae

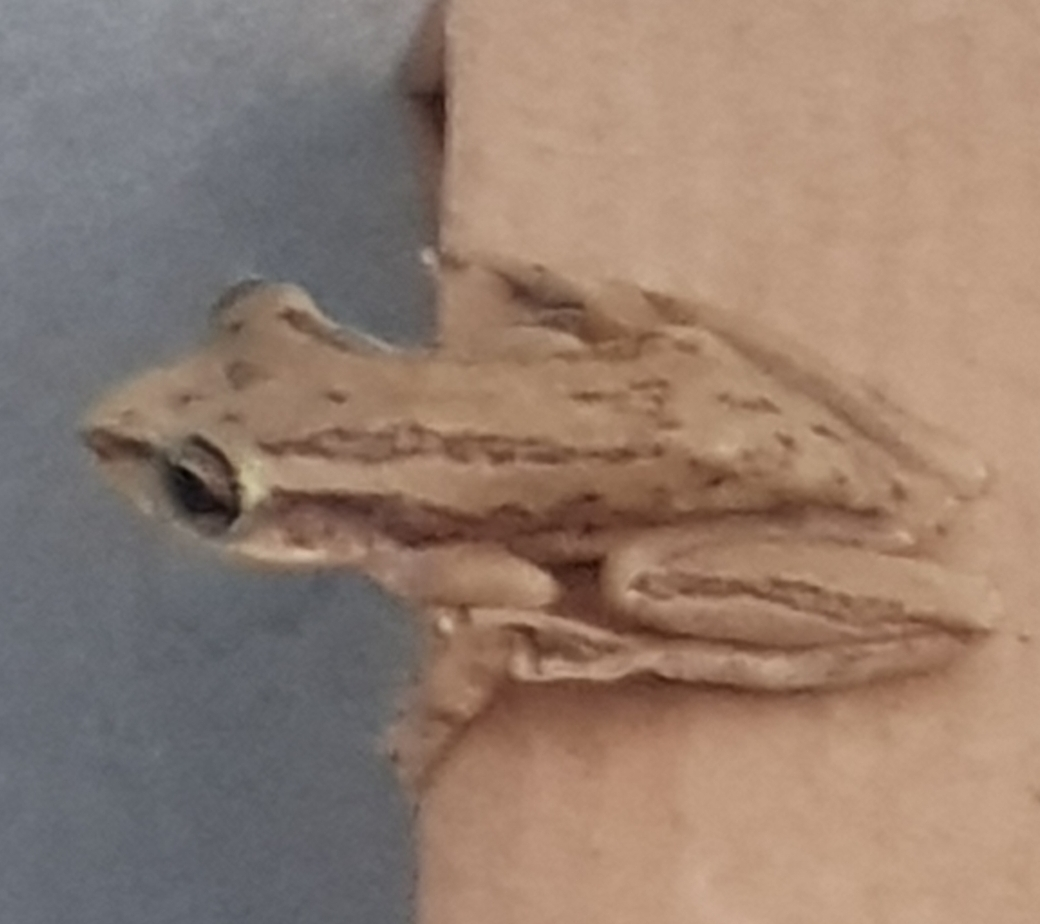
Fotografia d'un especimen de Scinax altae.

Scinax altae és una espècie de granota de la família dels hílids endèmica de Panamà. Habita els boscos tropicals o subtropicals secs, sabanes humides, matolls subtropicals o tropicals secs, prades subtropicals o tropicals seques de poca alçada, aiguamolls intermitents d'aigua dolça, plantacions, jardins rurals i boscos antics molt degradats. L'espècie disposa d'una població estable i és comuna en diferents llocs del Panamà. És una espècie amenaçada de risc mínim i les seves principals amenaces són principalment la contaminació de l'aigua i l'edificació.